# ポツダム広場駅
ポツダム広場駅(Bahnhof Berlin Potsdamer Platz)またはポツダマー・プラッツ駅はベルリンミッテ区にある鉄道駅。全体がポツダム広場の地下にある地下駅である。レギオナルバーン（南北長距離線）とSバーンの1号線、2号線、25号線とUバーンの2号線の駅である。

## 歴史
かつてポツダム広場には、ポツダム駅(Potsdamer Bahnhof)があったが、1945年9月、損傷により閉鎖された。
Sバーンの駅は、ベルリンの壁の真下に位置していたため、1961年から1989年まで幽霊駅であった。
1990年代に入ってから、駅は再建された。

## 外部リンク

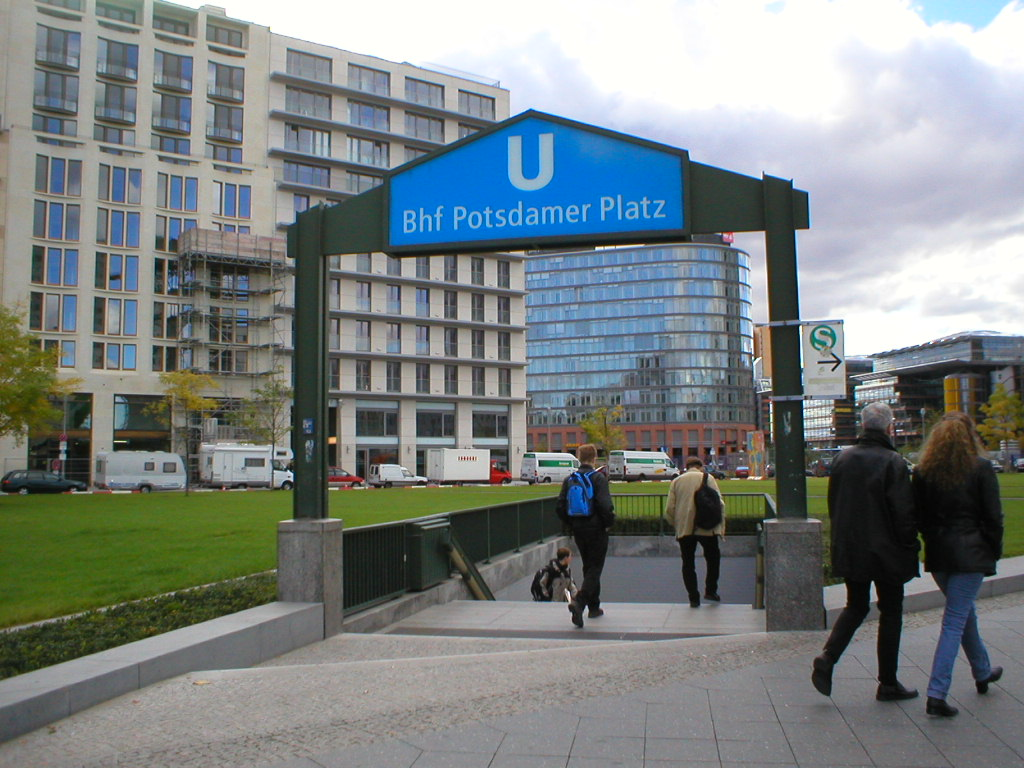
Uバーンの入り口

## 駅周辺
- ポツダム広場
- ソニーセンター
- ベルリン・フィルハーモニー